# كوتوجودا داماواسا ثيرو
كوتوجودا داماواسا ثيرو (23 يناير 1933 - 22 مارس 2021) راهب بوذي من سريلانكا بارزًا. كان ماهاناياكا الأعلى في سريلانكا أمارابورا - رامانيا نيكايا وكان الرئيس الحالي لسري دارمابالارامايا، ماونت لافينيا.
كرس وقته لنشر دارمابالارامايا في الدول الأجنبية، سواء في آسيا أو الغرب، مثل الهند ونيبال والصين واليابان وميانمار وبوتان وألمانيا والمملكة المتحدة وأمريكا. [5] تم منحه لقب «أغاماهابانديتا» من قبل الحكومة البورمية في 2 مارس 2007، في قاعة سوارناغوها في ميانمار. في 26 مايو 2017 تم تعيين الكنيسة في منصب ماهاناياكا ثيرا الأعلى لأمارابورا نيكايا بعد وفاة أغا ماها بانديثا دافولدينا غانيسارا ثيرو.